# Арталенс-Суэн
Артале́нс-Суэ́н (фр. Artalens-Souin, окс. Artalens e Soïn) — коммуна во Франции, находится в регионе Юг — Пиренеи. Департамент — Верхние Пиренеи. Входит в состав кантона Аржелес-Газост. Округ коммуны — Аржелес-Газост.
Код INSEE коммуны — 65036.

## География

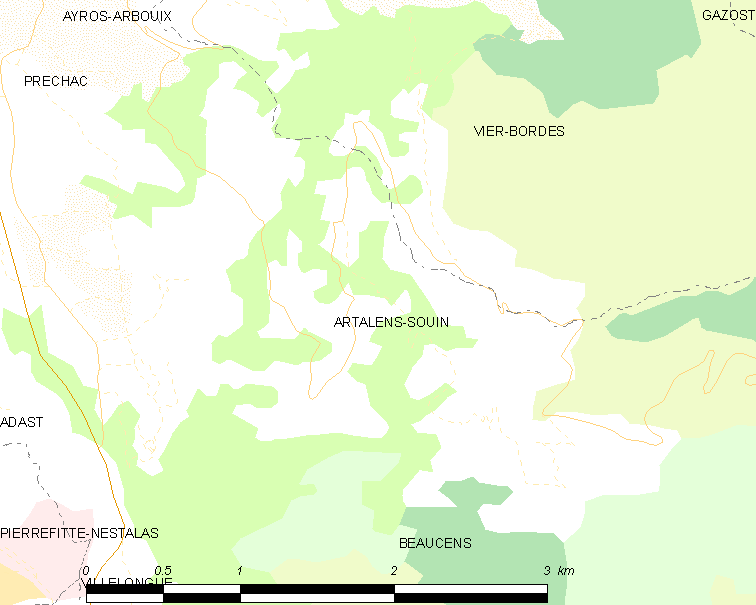
Карта коммуны

Коммуна расположена приблизительно в 680 км к югу от Парижа, в 140 км юго-западнее Тулузы, в 30 км к югу от Тарба.
По территории коммуны протекают небольшие реки Барикер (фр. Bariquères) и Эстибос (фр. Estibos).

## Климат
Климат умеренно-океанический с солнечной тёплой погодой и обильными осадками на протяжении практически всего года. 

## Население
Население коммуны на 2010 год составляло 107 человек.
| 1962 | 1968 | 1975 | 1982 | 1990 | 1999 | 2010 |
| ---- | ---- | ---- | ---- | ---- | ---- | ---- |
| 138  | 135  | 122  | 115  | 120  | 110  | 107  |

## Администрация
| Период | Период | Фамилия         | Партия | Примечания |
| ------ | ------ | --------------- | ------ | ---------- |
| ?      | 1951   | Бернар Пеллафиг |        |            |
| 1951   | 1971   | Андре Каррер    |        |            |
| 1971   | 2001   | Элуа Гиро       |        |            |
| 2001   | 2008   | Ален Винь       |        |            |
| 2008   | 2020   | Андре Дюло-Глез |        |            |

## Экономика
В 2010 году среди 65 человек трудоспособного возраста (15—64 лет) 43 были экономически активными, 22 — неактивными (показатель активности — 66,2 %, в 1999 году было 75,4 %). Из 43 активных жителей работали 42 человека (22 мужчины и 20 женщин), безработной была 1 женщина. Среди 22 неактивных 1 человек был учеником или студентом, 17 — пенсионерами, 4 были неактивными по другим причинам.

## Достопримечательности
- Церковь Св. Архангела Михаила

## Фотогалерея

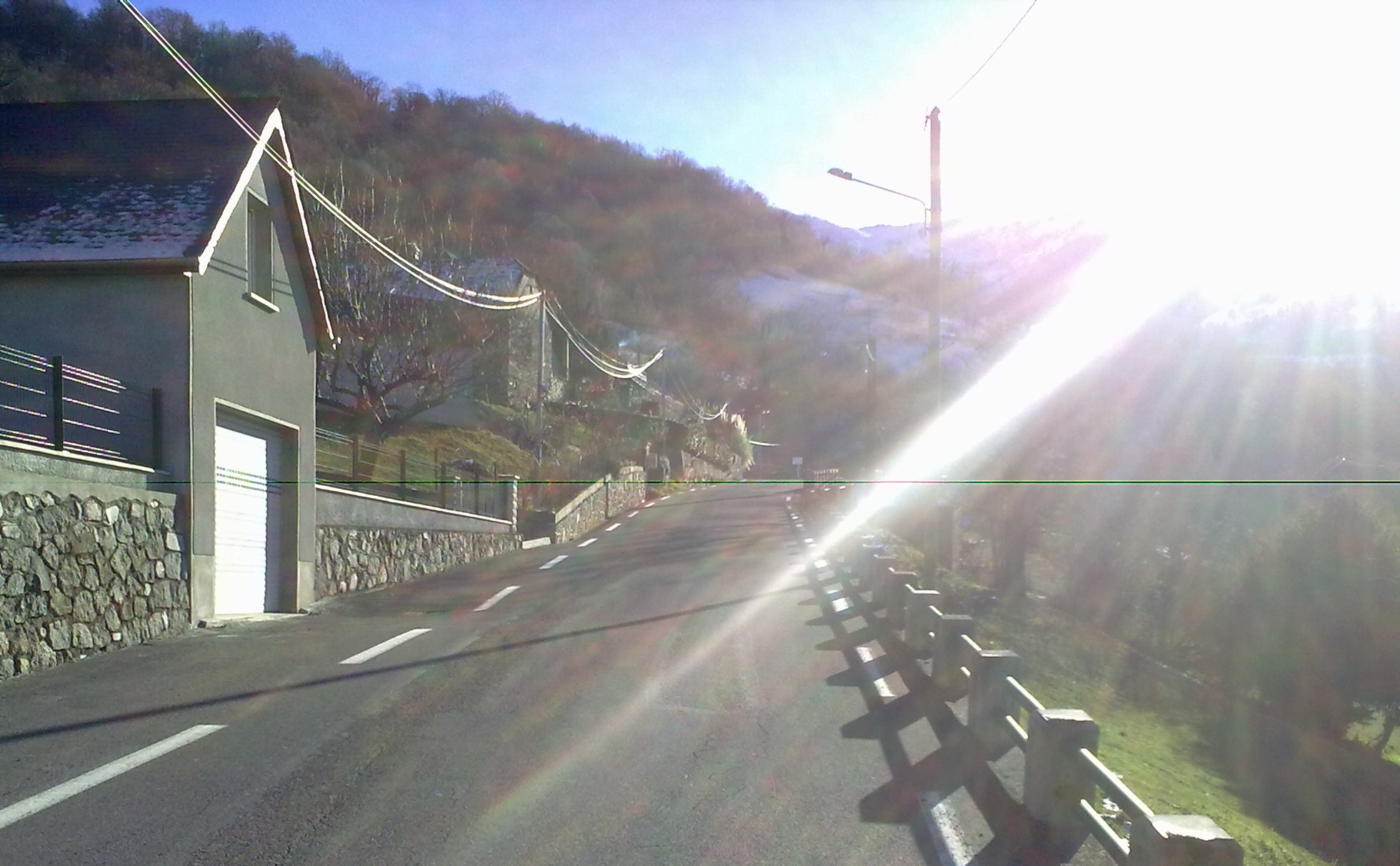
Деревня Суэн
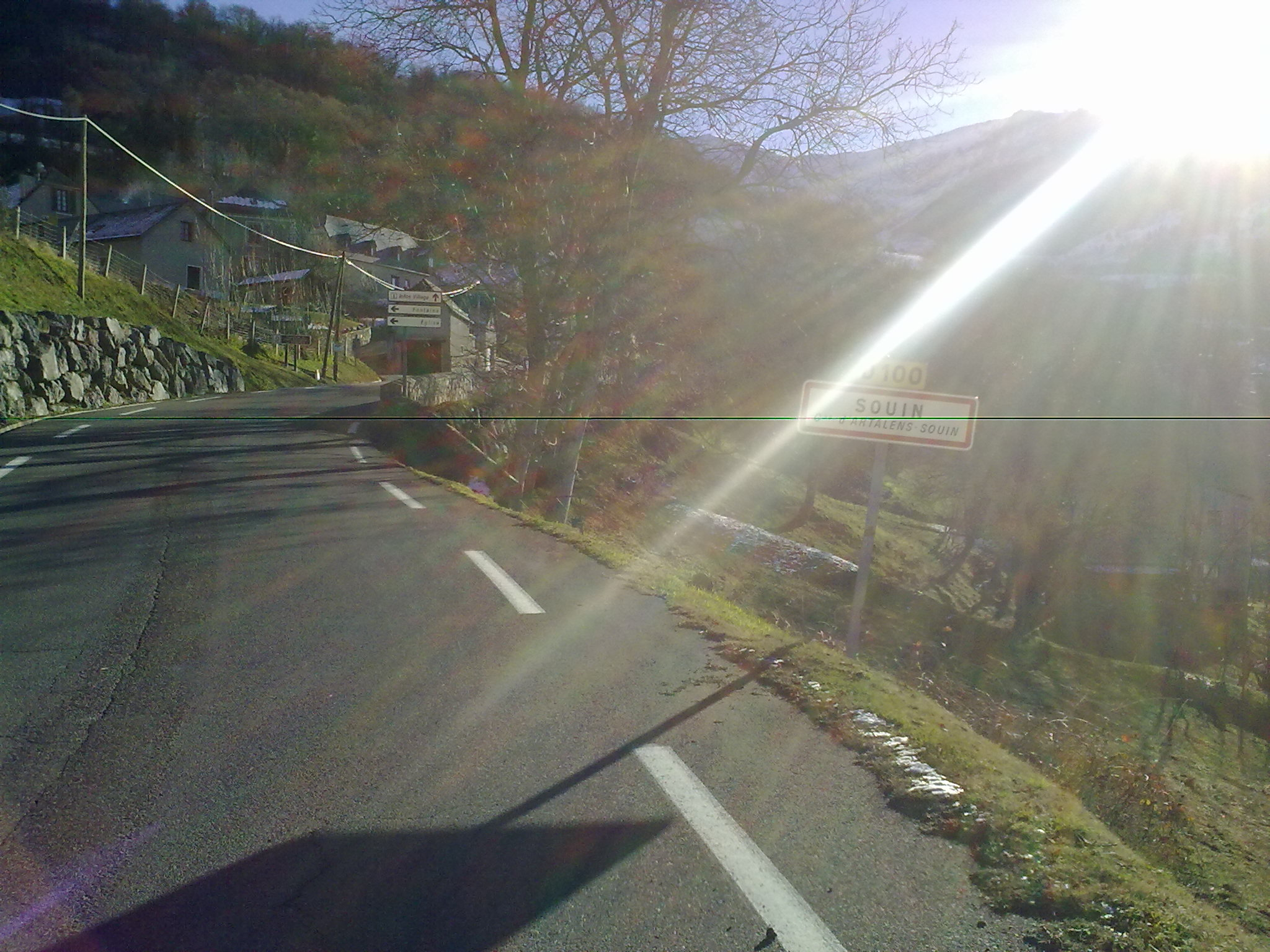
Въезд в деревню Суэн
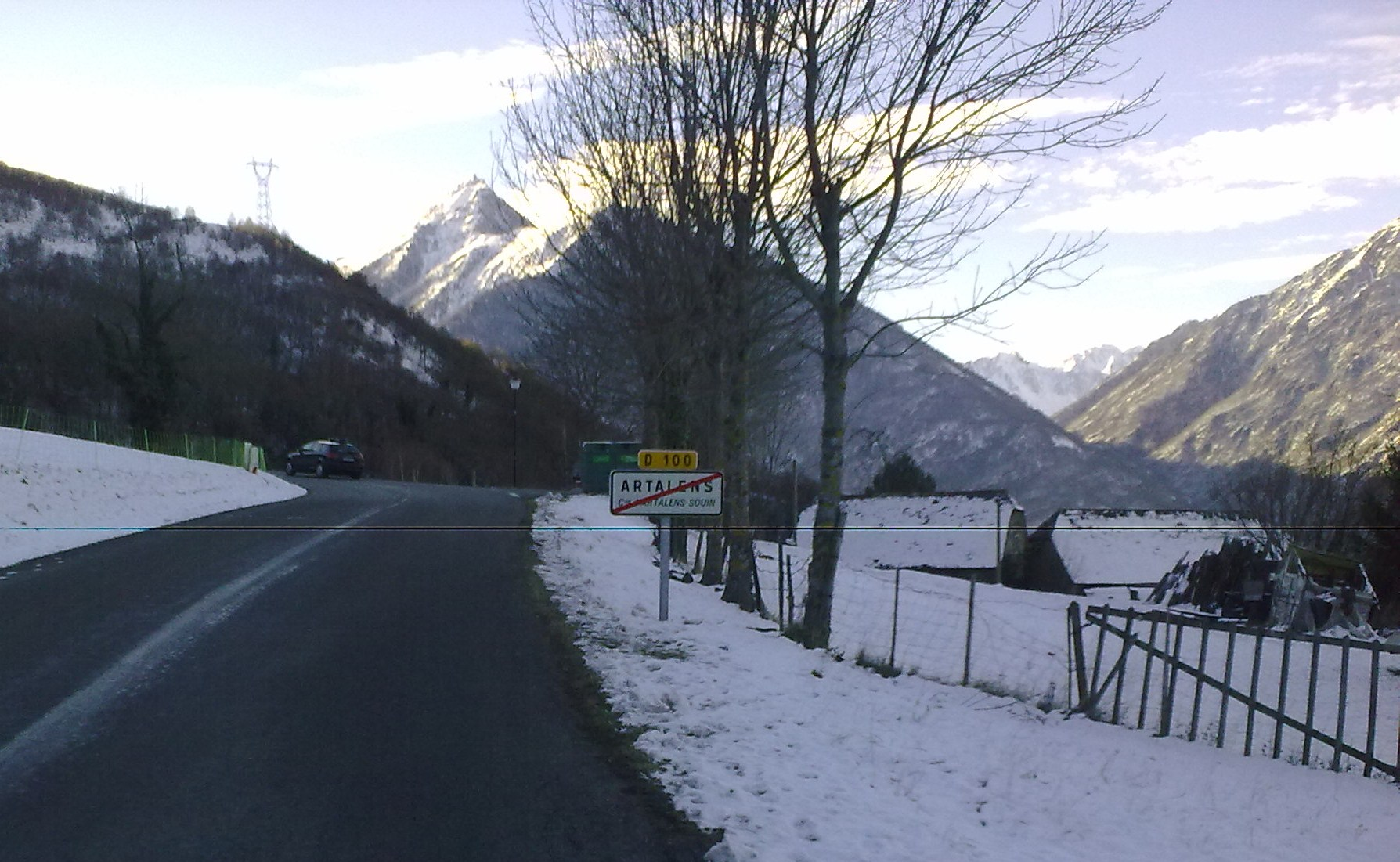
Знак на выезде из деревни Арталенс
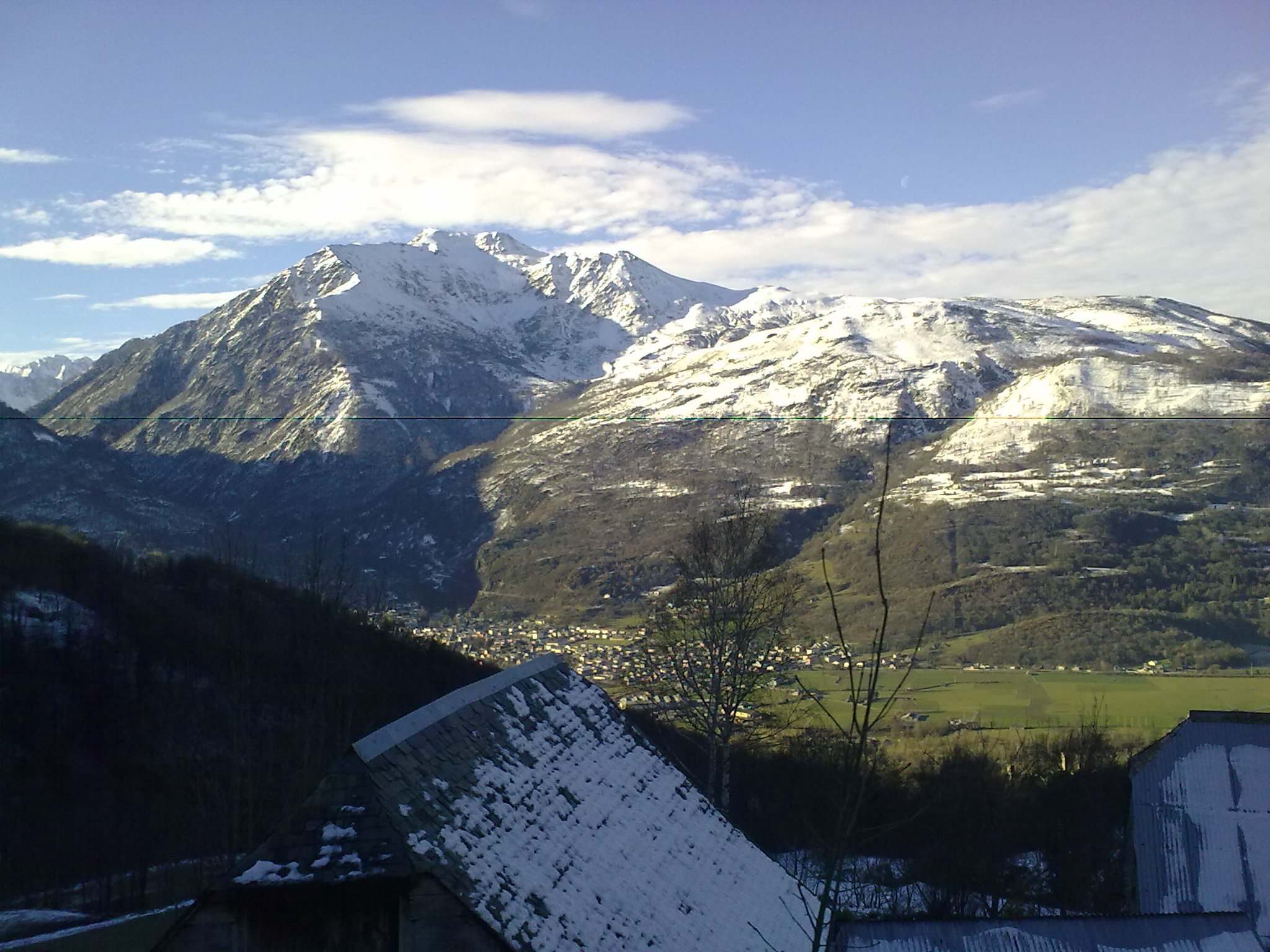
Вид на горы из деревни Арталенс
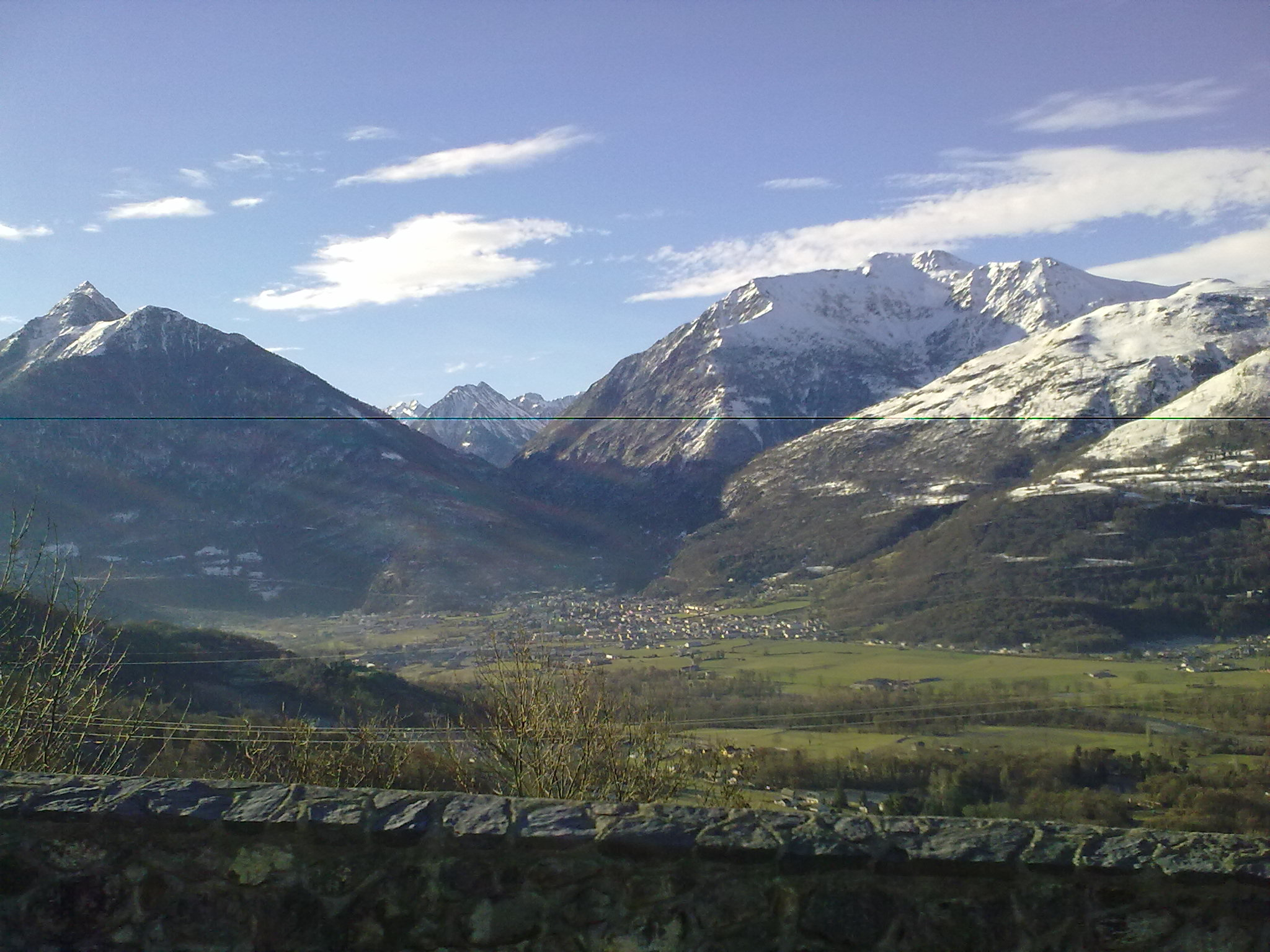
Вид на горы из деревни Суэн